# Pierrefiche (Aveyron)
Pierrefiche ist eine französische Gemeinde mit 293 Einwohnern (Stand 1. Januar 2022) im Département Aveyron in der Region Okzitanien. Sie gehört zum Arrondissement Rodez und zum Kanton Lot et Palanges. 

## Lage
Nachbargemeinden sind 
- Palmas d’Aveyron mit Coussergues im Südwesten und Cruéjouls im Nordwesten,
- Sainte-Eulalie-d’Olt im Norden,
- Saint-Geniez-d’Olt im Nordosten,
- Saint-Martin-de-Lenne im Osten,
- Vimenet im Süden.

Pierrefiche wird vom Fluss Serre tangiert.

## Sehenswürdigkeiten
- Château de Galinières aus dem 14. Jahrhundert, Monument historique[1]
- Die Kirche Saint-Pierre aus dem 12. Jahrhundert, ebenfalls ein Monument historique[2]

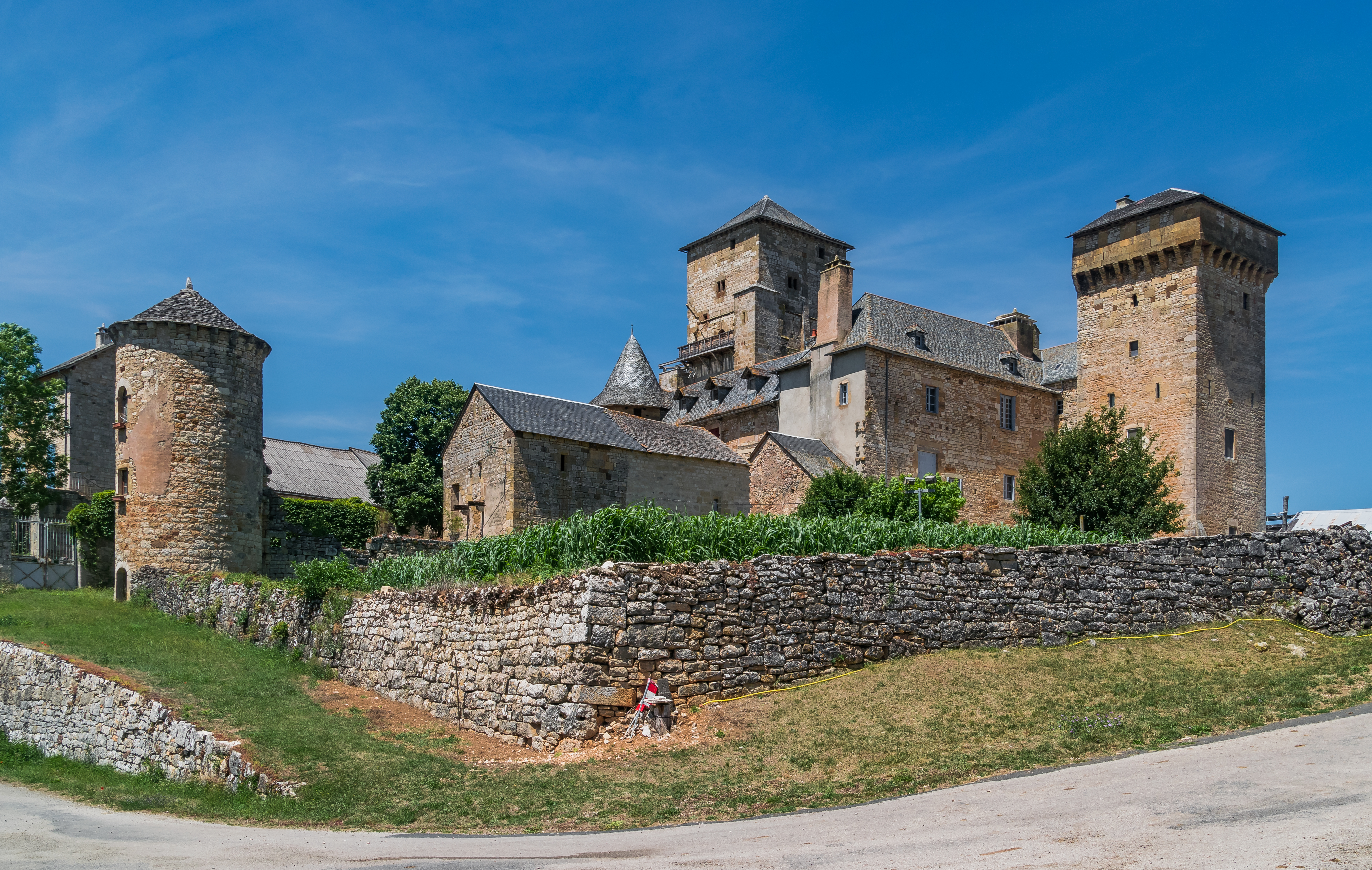
Château de Galinières
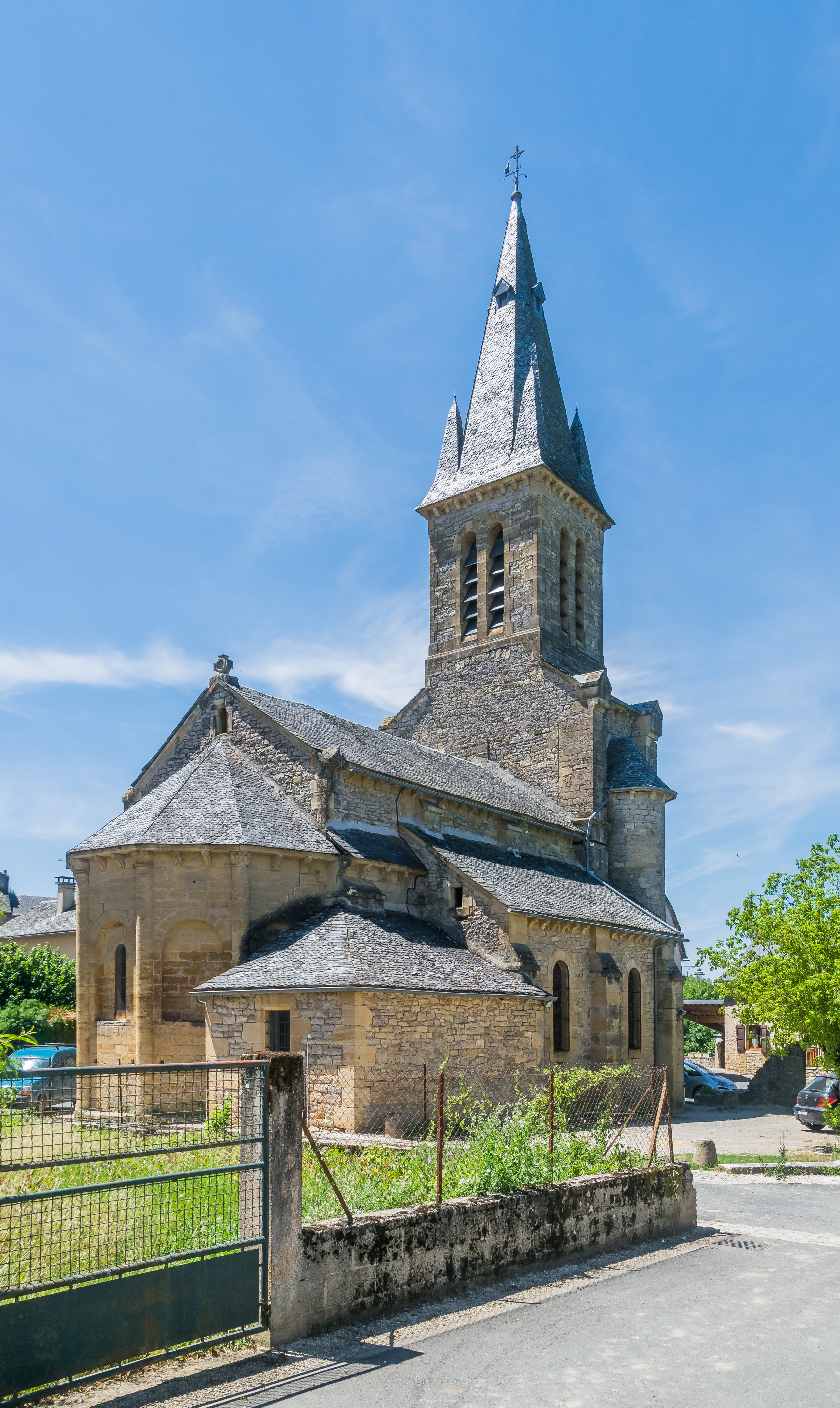
Kirche Saint-Pierre

## Bevölkerungsentwicklung
| Jahr      | 1962 | 1968 | 1975 | 1982 | 1990 | 1999 | 2008 | 2015 |
| --------- | ---- | ---- | ---- | ---- | ---- | ---- | ---- | ---- |
| Einwohner | 252  | 205  | 203  | 199  | 238  | 273  | 262  | 268  |